# 아인데플라주

아인데플라주

아인데플라주(아랍어: ولاية عين الدفلى)는 알제리 북부에 위치한 주로, 주도는 아인데플라이며 면적은 4,897km2, 인구는 771,890명(2008년 기준)이다. 알제리의 수도 알제 남서쪽에 위치한다.